# Internet screamer

Een voorbeeld: na ongeveer 20 seconden draaien de ogen van Vlad Dracula, om men te laten schrikken.

Een internet screamer (Nederlands: letterlijk vertaald: internetschreeuwer, ook bekend als jumpscare) is bijvoorbeeld een foto of video op het internet die op het allerlaatste moment verandert, met als doel degene die ernaar kijkt te laten schrikken.

## Geschiedenis
De geschiedenis van de internet screamer gaat terug tot 2003, toen de allereerste op het internet verschenen. Waarschijnlijk was een 16 seconden durende video uit Taiwan, genaamd kikia, de eerste. Het toont een getekend jongetje, dat nietsvermoedend (tegelijkertijd met kalme Chineestalige muziek) naar een markt loopt, waarna met een luide schreeuw een angstaanjagend gezicht uit het spel Project Zero II: Crimson Butterfly verschijnt.
De allerbekendste internet screamer, eveneens uit 2003, komt voor in het spel The Maze. Hierin moet men in een doolhof een klein, blauw vierkantje naar de rode eindstreep schuiven. Wanneer men bij level 3 aankomt en het smalle gedeelte van het doolhof in moet, verschijnt luid gillend het gezicht van het filmpersonage Regan MacNeil (Linda Blair) uit de horrorfilm The Exorcist (1973).
In 2004 en 2005 werd in Duitsland gewerkt aan de montage van reclamefilmpjes voor het Duitse koffiemerk K-fee (te lezen als Kaffee, het woord voor 'koffie'). Het bekendste daarvan is een filmpje over een witte auto die nietsvermoedend rijdt en zich dan achter een paar bomen verstopt. Wanneer men denkt dat de auto weer achter de bomen vandaan komt, verschijnt er, net als in The Maze luid schreeuwend, een grote groene zombie. Daarna verschijnt de reclamezin So wach was du noch nie ('zo wakker was je nog nooit'). Er bestaan ook versies met een witte gargouille.